# Hertog van Monmouth
Hertog van Monmouth (Engels: Duke of Monmouth) is een Engelse adellijke titel. 
De titel hertog van Monmouth werd gecreëerd in 1663 door Karel II voor zijn oudste buitenechtelijke zoon James Scott. De titel verviel nadat de drager werd geëxecuteerd vanwege zijn opstand tegen zijn oom Jacobus II.

## Hertog van Monmouth (1663)
- James Scott, 1e hertog van Monmouth (1663-1685)